# Шас-Нур
Шас-Нур — озеро в центральной части Восточного Саяна, располагается к юго-западу от улуса Шаснур на территории Саянского сельского поселения в Окинском районе Бурятии.
Располагается в долине реки Сенца примерно в километре к юго-западу от одноименного населённого пункта. Отметка уреза воды над уровнем моря — 1363 метра.
Имеет неправильную форму, берега изрезаны, заболочены. Площадь озера составляет примерно 0,3 км², максимальная глубина — не более 4 метров.
Озеро сточное. Сток осуществляется с восточной стороны озера по системе пойменных водоёмов, соединённых протоками, в реку Сенцу. В период летних паводков уровень воды в реке повышается, и сток осуществляется в обратном направлении в Шас-Нур. Вместе с водой из Сенцы поступают твёрдые вещества, и озеро является поглотителем твёрдого стока реки, хотя основная часть твёрдого материала оседает в промежуточных между ним и рекой старицах. Озеро имеет смешанное происхождение. Северная часть чаши водоёма сформирована мореной, берег здесь соответствует неровностям субаэрального моренного рельефа. Восточная часть Шас-Нура значительно преобразована флювиальными процессами реки Сенцы, активизировавшимися в результате поднятия её базиса эрозии, обусловленного образованием лавово-подпрудного палеоозера Зун-Ухэргэй. В этот период в долине реки установился застойный режим, происходило активное заболачивание и заозёривание, река сильно меандрировала.
Донные отложения озера — озёрные илы с высокой долей содержания органического вещества, между которыми встречаются тонкие прослойки глин, алеврита и гидротроилита. В нижних слоях отложений преобладают алевритистые глины. Общая мощность отложений в Шас-Нуре около 5 метров. Их возраст оценивается примерно в 6 тысяч лет. Темпы осадконакопления в озере довольно высоки.